# كينورن
كينورن (بالإنجليزية: Kinhorn)‏ هو أحد جبال سلسلة جبال الألب بينيني وجزء من القمة الأم جبل دوم يقع في كانتون فاليز، سويسرا. يبلغ ارتفاع الجبل حوالي 3750 متر، بينما يبلغ ارتفاع نتوء الجبل 105 متر.